# پاوائو پروان
پاوائو پروان (انگلیسی: Pavao Pervan؛ زادهٔ ۱۳ نوامبر ۱۹۸۷) بازیکن فوتبال اهل اتریش است.
از باشگاه‌هایی که در آن بازی کرده‌است می‌توان به باشگاه فوتبال لاسک اشاره کرد.
وی همچنین در تیم ملی فوتبال اتریش بازی کرده‌است.